# Ahmed Abdelyawad
Ahmed Abdelyawad es un deportista egipcio que compitió en atletismo adaptado. Ganó tres medallas en los Juegos Paralímpicos de Atlanta 1996.

## Palmarés internacional
| Juegos Paralímpicos | Juegos Paralímpicos      | Juegos Paralímpicos | Juegos Paralímpicos |
| Año                 | Lugar                    | Medalla             | Prueba              |
| ------------------- | ------------------------ | ------------------- | ------------------- |
| 1996                | Atlanta (Estados Unidos) | Medalla de oro      | Peso F41            |
| 1996                | Atlanta (Estados Unidos) | Medalla de bronce   | Disco F41           |
| 1996                | Atlanta (Estados Unidos) | Medalla de bronce   | Jabalina F41        |